# Impatiens capusii
Impatiens capusii är en balsaminväxtart som beskrevs av Joseph Dalton Hooker. Impatiens capusii ingår i släktet balsaminer, och familjen balsaminväxter. Inga underarter finns listade i Catalogue of Life.